# Tahat
Tahat, 2908 méterrel Algéria legmagasabb pontja. Az Ahaggar-hegységben, az ország déli részén található Tamanrasettől 56 km-re északra. Ez a vulkáni hegység az Ahaggar-hegység legmagasabb pontja.
A Tahatot 1931-ben a svájci Wyss Dunant mászta meg először.

## Éghajlata
A hegyen és környékén sivatagi éghajlat jellemző, ennek következtében magas a hőingadozás, így lehet -7 és 30 Celsius-fok is a hőmérséklet. A csapadékmennyiség alacsony, évente pár milliméter hullhat mindössze. Nagyon ritkán előfordulhat havazás is.
A sziklás, egyenetlen hegyoldalak meredekek. A Tahat lábától távolodva feltűnnek a Szahara homokdűnéi.

## Állatvilág, növényzet
A Tahat közelében a normál sivatagi éghajlatnál valamivel kedvezőbbek az élet feltételek, ezért a hegy lábánál bozótos sztyepp növényzet tudott kifejlődni elszórtan datolyapálmákkal. Ez a növényvilág szolgál táplálékul az itt honos és védett Dorcas gazella és vadjuh számára.
Oázisok is találhatók a hegy mellett, ahol a tuaregek nomád állattartásból (kecske és juh) élnek.
A legnagyobb település a környéken Tamanrasset.

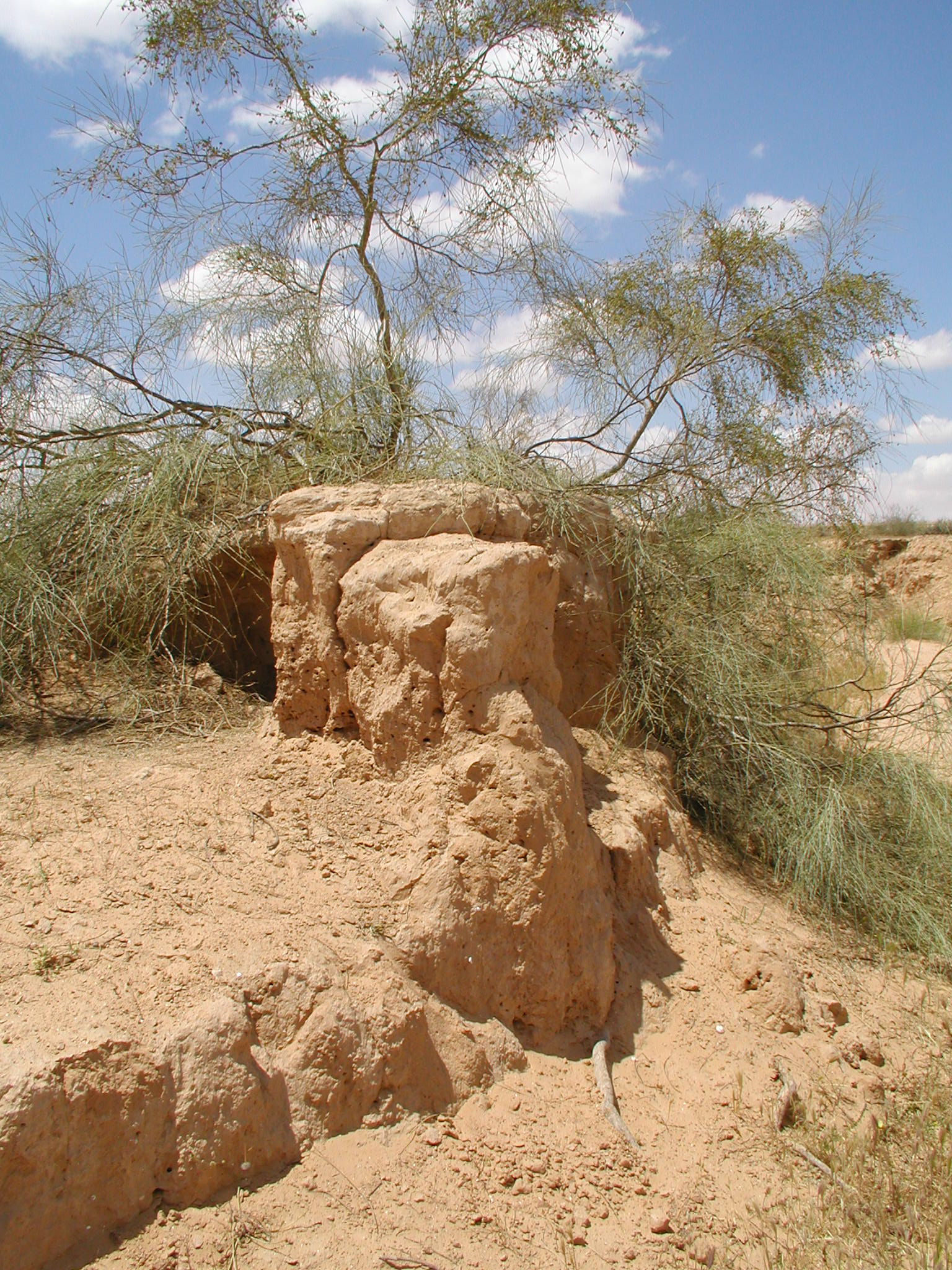
Növényzet a hegy környékén

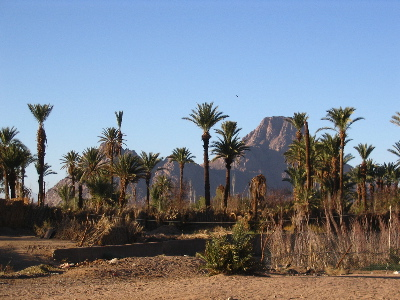
Pálmák, háttérben a Tahat

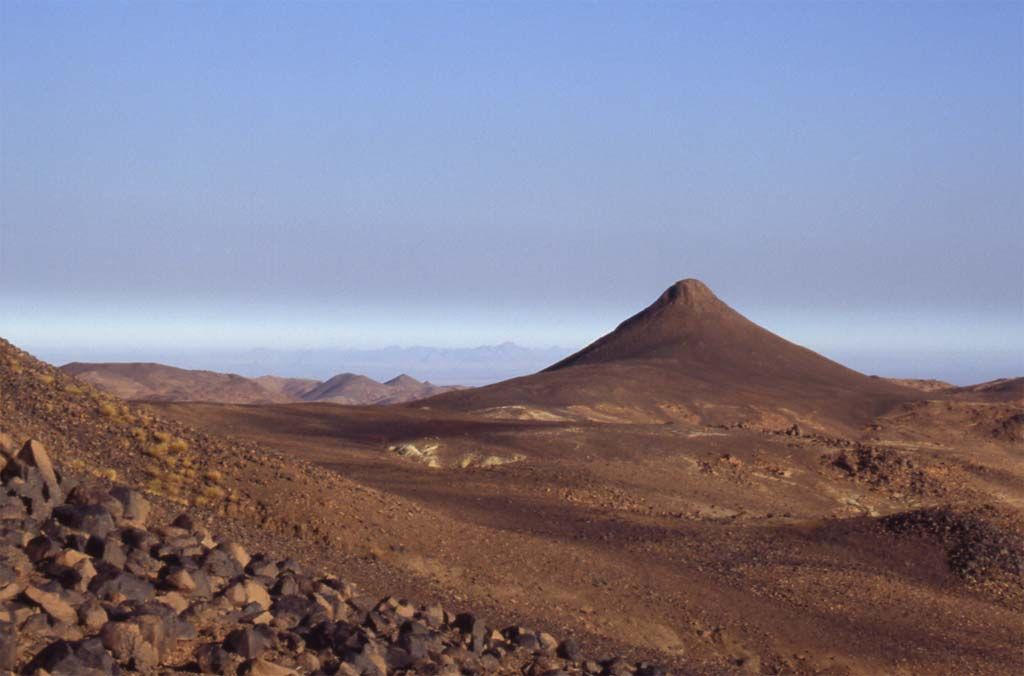
Tahat, Algéria

## Fordítás
- Ez a szócikk részben vagy egészben  a   Mount Tahat című angol Wikipédia-szócikk ezen változatának fordításán alapul.  Az eredeti cikk szerkesztőit annak laptörténete sorolja fel. Ez a jelzés csupán a megfogalmazás eredetét és a szerzői jogokat jelzi, nem szolgál a cikkben szereplő információk forrásmegjelöléseként.
- Ez a szócikk részben vagy egészben  a   Tahat című spanyol Wikipédia-szócikk ezen változatának fordításán alapul.  Az eredeti cikk szerkesztőit annak laptörténete sorolja fel. Ez a jelzés csupán a megfogalmazás eredetét és a szerzői jogokat jelzi, nem szolgál a cikkben szereplő információk forrásmegjelöléseként.